# 12323 Haeckel
12323 Haeckel là một tiểu hành tinh vành đai chính được đặt theo tên của Ernst Haeckel, một nhà sinh học.